# Ulrika Toft Hansen
Ulrika Maria Toft Hansen (tidligere Ågren) (født 13. juli 1987) er en svensk håndboldspiller, der spiller for franske Paris 92 og tidligere Sveriges kvindehåndboldlandshold.

## Privat
Privat danner hun par med  Henrik Toft Hansen, og de har to børn født i 2015 og 2018.